# 구글 툴바
구글 툴바(영어: Google Toolbar)는 인터넷 익스플로러와 모질라 파이어폭스를 지원하는 인터넷 브라우저 툴바이다. 인터넷 익스플로러용 구글 툴바는 모질라 파이어폭스용 구글 툴바와 비교하여, 기능이 조금 다르다.

## 시스템 요구 사항
시스템 요구 사항은 다음과 같다.
- 최신 버전의 경우, 윈도우 XP, 윈도우 비스타 이상을 요구한다.
- 이전 버전의 경우, 윈도우 98, 윈도우 미 사용자도 이용할 수 있다.
- 인터넷 익스플로러 6.0 이상

## 같이 보기
- 폼 필터
- 도구 모음
- Folding@Home
- SETI@home